# We Bare Bears – Bären wie wir
We Bare Bears – Bären wie wir ist eine US-amerikanische Zeichentrickserie von Daniel Chong, die seit Juli 2015 auf dem Bezahlfernsehsender Cartoon Network gezeigt wird. Die deutsche Erstausstrahlung erfolgt seit dem 8. November 2015 auf dem Sender Cartoon Network Deutschland. Im frei empfangbaren Fernsehen wurde die Serie seit dem 10. Oktober 2016 auf dem Disney Channel ausgestrahlt. 
Am 30. Juni 2020 wurde der Film We Bare Bears – der Film veröffentlicht, der die Serie zum Abschluss bringt.

## Produktion und Veröffentlichung
Die Serie wurde von dem Karikaturisten Daniel Chong gestaltet, der zuvor als Geschichtenkünstler für Pixar und Illumination Entertainment gearbeitet hatte. Die Show basiert auf seinem Webcomic The Three Bare Bears, der auch die identifizierenden Figuren zeigt. Dieser Webcomic wurde von 2010 bis 2011 online hochgeladen. Die als Komödie bezeichnete Show ist eine Produktion der Cartoon Network Studios, die das Programm mit Chong als Teil ihres Shorts-Entwicklungsprogramms entwickelt haben. Es wurde im Vorfeld des Netzwerks 2014 angekündigt.
Nom Nom und Charlie wurden zunächst von Ken Jeong bzw. Tom Arnold synchronisiert, bevor sie irgendwann vor der Ausstrahlung neu besetzt wurden. Der visuell vereinfachte Stil der Serie wurde von einer klassischen handgezeichneten Animation inspiriert, die Die Peanuts und Die vielen Abenteuer von Winnie Puuh ähnelt.
Die Serie wurde am 8. November 2015 in Deutschland mit der Pilotfolge uraufgeführt. Die Zeichentrickserie wurde am 16. November 2015 erstmals in Australien ausgestrahlt. In Großbritannien begann die Serie am 7. September 2015.

## Handlung
Grizzly, Panda und Eisbär sind drei Bären, die in einer Höhle außerhalb der Stadt wohnen. Sie müssen die Lebensbewältigung in der Großstadt üben. Außerdem führen die drei einen Videokanal im Internet. Die Handlungen sind meist episodisch gehalten und folgen keiner großen Haupthandlung.

## Figuren
- Grizz ist ein brauner Grizzlybär, der sehr abenteuerlustig und der älteste der drei Brüder ist. Er liebt es, der Anführer der drei Bären zu sein. Er ist nicht immer der Hellste und übertreibt manchmal, aber er liebt seine Brüder über alles. Er versucht ständig neue Freunde zu finden. Er zieht die drei Freunde durch seine Abenteuerlust immer wieder in brenzlige Situationen.
- Panda, auch liebevoll Pan-Pan genannt, ist der zweitälteste der Brüder und ein Pandabär. Er ist oft sehr nervös, unsicher und etwas ängstlich, er ist oft im Internet, spielt gerne Videospiele und mag es auch, Mangas zu lesen beziehungsweise Anime zu schauen. Er ist stets auf der Suche nach einer Freundin.
- Eisbär ist, wie sein Name verrät, ein Eisbär. Er ist der jüngste der drei Brüder. Er kümmert sich um das Essen für sich und seine Brüder und führt den Haushalt. Er mag es kalt und lebt deshalb auch im Kühlschrank der Bären. Er ist nicht sehr gesprächig, wenn er redet dann meist einsilbig und hält sich meistens im Hintergrund. Außerdem beherrscht Eisbär koreanisch, die Taubensprache und einige asiatische Kampfkünste, weshalb er auch verschiedene Waffen wie beispielsweise Wurfsterne besitzt.
- Charlie ist ein Bigfoot und lebt im Wald. Er lebte eine kurze Weile bei den Bären, um sich zu verstecken. Anfangs fanden ihn die Bären aufdringlich und nervend, mittlerweile sind sie gute Freunde.
- Nom Nom ist ein Koala und außerdem ein beliebter Internetstar. Hinter seinem niedlichen und kuscheligen Aussehen verbirgt sich aber ein unsoziales, egoistisches Wesen. Nom Nom muss immer im Mittelpunkt stehen und stets das letzte Wort behalten. Die Bären kann er überhaupt nicht leiden und nutzt sie meist für seine Zwecke aus.
- Chloe Park ist ein zehnjähriges koreanisch-amerikanisches Mädchen. Sie ist sehr intelligent, weswegen sie auch schon am College studiert. Sie hat nicht besonders viele Freunde neben den Bären. Sie hat eine Vorliebe für Naturkunde. Sie wird auch als Wunderkind bezeichnet.

## Deutsche Synchronisation
Die deutsche Synchronisation wird von der SDI Media Germany GmbH in München erstellt. Für Dialogbuch und -regie sind Sabine Bohlmann und Nathan Bechhofer verantwortlich.
| Figur      | Originalsprecher/in | Deutsche/r Sprecher/in |
| ---------- | ------------------- | ---------------------- |
| Grizzly    | Eric Edelstein      | Sebastian Winkler      |
| Panda      | Bobby Moynihan      | Tim Schwarzmaier       |
| Eisbär     | Demetri Martin      | Leonard Hohm           |
| Charlie    | Jason Lee           | Gudo Hoegel            |
| Nom Nom    | Patton Oswalt       | MC Fitti               |
| Chloe Park | Charlyne Yi         | Laura Maire            |

## Ableger
Am 30. Mai 2019 gab der Sender Cartoon Network die Produktion einer Spin-off-Serie bekannt. Diese widmet sich der Kindheit von Grizz, Panda und Eisbär sowie ihrer Suche nach dem perfekten Zuhause. We Baby Bears erschien am 1. Januar 2022 in den Vereinigten Staaten. Die deutsche Erstausstrahlung fand am 25. April 2022 statt. Derzeit umfasst der Ableger 79 Episoden in zwei Staffeln.